# Longhai
Longhai léase Long-Jái (en chino:龙海市, pinyin:Lónghǎi shì, lit: mar dragón) es una localidad de la ciudad-prefectura de Zhangzhou en la provincia de Fujian, República Popular China, con una población censada en noviembre de 2010 de 877 762 habitantes.
Se encuentra situada en el sur de la provincia, cerca de la frontera con la provincia de Guangdong y de la costa del mar de China Meridional.